# Xalets Balanzó
Els Xalets Balanzó és una obra d'Argentona (Maresme) protegida com a Bé Cultural d'Interès Local.

## Descripció
Són dues cases de planta baixa i façanes simètriques, la teulada és a doble vessant amb frontó lateral. L'interès de les cases radica en la tipologia del seu agrupament i els espais lliures que genera.
Destaquen els relleus de les façanes, així com els coronaments, amb balustrada i uns grans pilars als extrems amb elements decoratius circulars.
Les cases tenen una porta central i una finestra a cada cantó. La casa núm. 35 té l'entrada porticada.